# Sinach

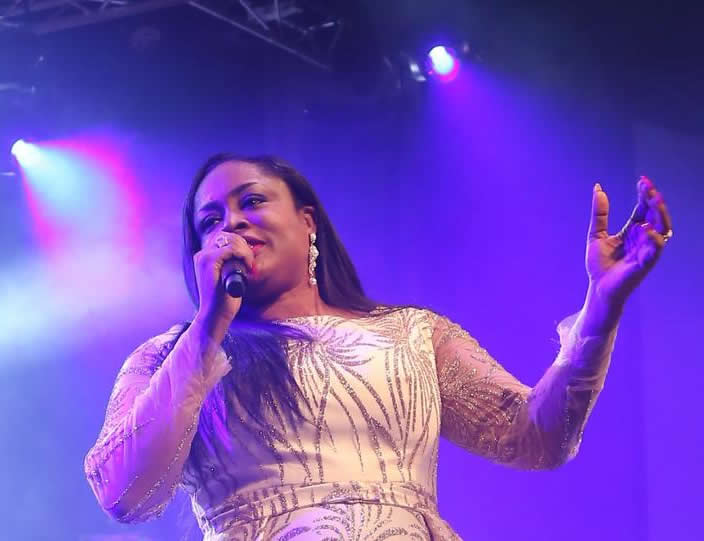
Sinach Live in Concert, Mosaiek Theatre, Johannesburg 2016

Osinachi Joseph (* 30. März 1973 als Osinachi Kalu in Afikpo South, Ebonyi, Nigeria), bekannt unter dem Künstlernamen Sinach, ist eine nigerianische Sängerin, Songwriterin und senior worship leader der Christ Embassy. Sie veröffentlichte zahlreiche Gospel Hit Songs, unter anderem „Way Maker“, „I Know Who I Am“, „Rejoice“, „He Did It Again“, „Precious Jesus“, „The Name of Jesus“, „This Is My Season“, „Awesome God“, „For This“, „I Stand Amazed“, „Simply Devoted“ und „Jesus is Alive“. Im Dezember 2017 wurde Sinach mit einer Bethlehem Hall of Faith-Gedenkurkunde anlässlich ihres Israelbesuchs geehrt.
Im März 2019 war Sinachs Videoclip „Way Maker“ das dritte nigerianische Video, das nach Davidos "Fall" und Yemi Alades "Johnny" 100 Millionen Aufrufe auf YouTube erhielt. "Way Maker" wurde von zahlreichen christlichen Künstlern wie Michael W. Smith, Darlene Zschech, Leeland, Bethel Music und Mandisa gecovert.
Im September 2019 tourte Sinach als erste Gospelkünstlerin aus Afrika durch Indien und gab Konzerte mit mehreren Tausend Besuchern.

## Leben
Sinach stammt aus Ebonyi, Ostnigeria, und ist die zweite Tochter von sieben Kindern.
Sinach sang ab 1989 privat für Familie und Freunde, als sie als Mitarbeiter und Chormitglied in der Christ Embassy, der Kirche von Pastor Chris Oyakhilome arbeitete. Sie studierte Physik und schloss ihr Studium an der Universität von Port Harcourt, Rivers, Nigeria, ab. Sie zog in Erwägung, nach ihrer Universitätsausbildung Nigeria zu verlassen, ihr wurde aber von Pastor Oyakhilome davon abgeraten.

## Karriere
Sinach veröffentlichte 2008 ihr erstes Album, „Chapter One“. Ihr Lied „This Is Your Season“ gewann 2008 den Preis für das Lied des Jahres.
Ihren Künstlernamen Sinach gab sie sich selbst: Den habe ich aus meinem Namen Osinachi gewählt, weil er leicht auszusprechen und eingängig ist.
Im Jahr 2016 erhielt Sinach zum ersten Mal den LIMA Songwriter of the Decade Award, mit dem ihr Beitrag zur Gospelmusik im vorangegangenen Jahrzehnt gewürdigt wurde. Ihre Lieder werden in vielen Ländern der Welt gesungen und wurden in viele Sprachen übersetzt. Im selben Jahr erhielt sie den African Achievers' Award for Global Excellence. Ebenfalls 2016 wurde sie zum zweiten Mal in Folge bei den Groove Awards in Kenia als Künstlerin des Jahres in Westafrika ausgezeichnet und von YNaija neben Chris Oyakhilome und Enoch Adeboye als eine der 100 einflussreichsten Christen in Nigeria aufgeführt.
Als Songwriterin hat Sinach über 200 Lieder geschrieben und mehrere Preise gewonnen. Ihr Lied "This Is Your Season" wurde 2008 zum Song des Jahres gekürt. Einer ihrer bekanntesten Songs ist "I Know Who I Am". Im Mai 2020 wurde sie die erste afrikanische Künstlerin, die die Billboard Christian Songwriters Chart anführte.

### Auftritte
Sinach ist in über 50 Ländern aufgetreten, darunter Kenia, Dominica, Südafrika, die Vereinigten Staaten, Kanada, Antigua & Barbuda, Trinidad und Tobago, Jamaika, Grenada, Uganda, Barbados, die Britischen Jungferninseln, Sambia, St. Maarten, das Vereinigte Königreich und Indien.

## Alben
- 2008: Chapter One
- 2010: I'm Blessed
- 2012: Shout it Loud
- 2012: From Glory to Glory
- 2013: Sinach at Christmas
- 2014: Sinach Live in Concert - The Name of Jesus
- 2016: Waymaker - Live
- 2018: There's an Overflow
- 2019: Great God (Live in London)

## Auszeichnungen und Nominierungen
- 2016 LIMA Songwriter of the Decade Award[18]
- 2016 Groove Awards Western Africa Artist Of The Year[22]
- 2016 African Achievers' Award for Global Excellence[20]
- Top 100 Influential Christians in Nigeria.[22]
- 2019 LIMA Song of the Year[28][29]